# Lila C.

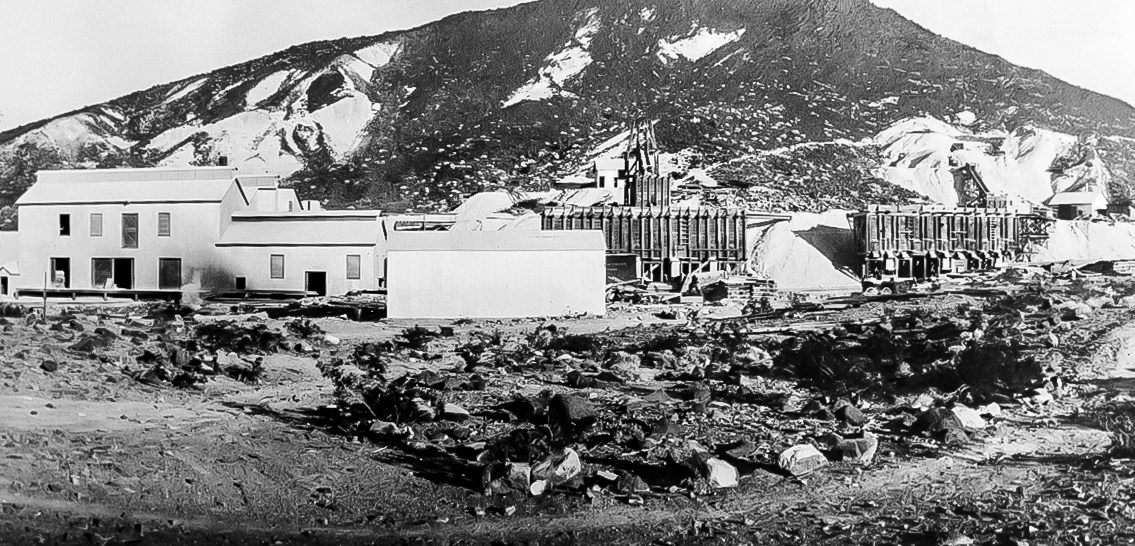
Borax-Mine Lila C., 1910

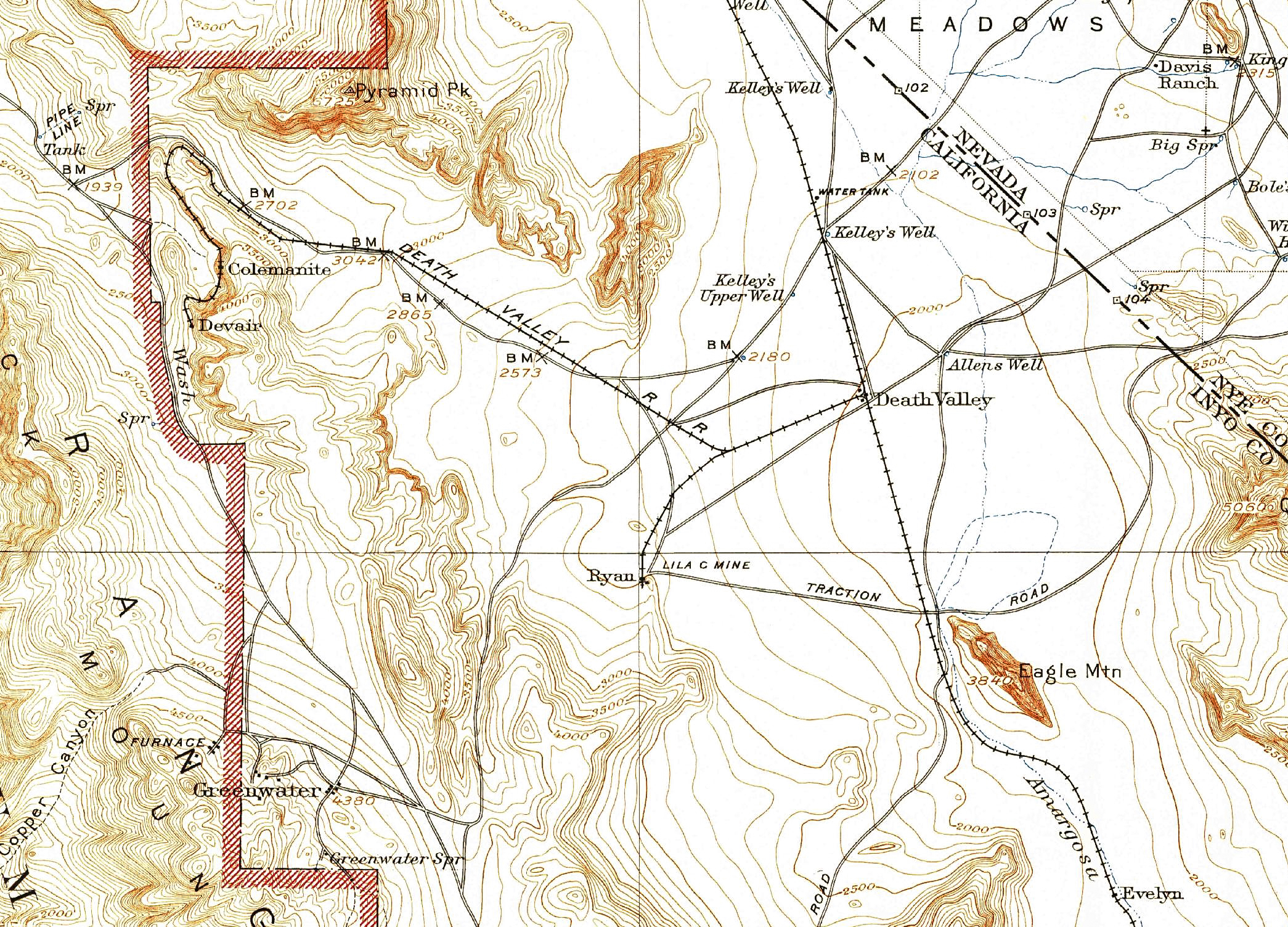
Lage des Bergwerks bei Ryan

Lila C. (auch bekannt als Ryan oder Old Ryan) ist eine aufgelassene Bergmannssiedlung im Inyo County, Kalifornien. Sie lag 10 km (6¼ Meilen) südwestlich von Death Valley Junction in einer Höhe von 781 m.

## Pacific Coast Borax Company
Die Siedlung lag an der Bahnlinie zwischen Death Valley Junction und der Mine Lila C, in der Borate für die Pacific Coast Borax Company abgebaut wurden. Das Bergwerk und die dazugehörige Siedlung wurden nach Lila C. Coleman, der Tochter Bergwerkbesitzers William Tell Coleman benannt.
Zu einem späteren Zeitpunkt erwarb Francis Marion Smith die Eigentumsrechte und begann 1907, dort Borax abzubauen. Die Produktion begann bereits mehrere Monate, bevor die Tonopah and Tidewater Railroad das Bergwerk erreichte, so dass bis dahin twenty-mule teams genannte, neun Tonnen schwere Maultierkutschen das letzte Stück bis zur Eisenbahn überwanden. Zu dieser Zeit wurde die Siedlung in Ryan umbenannt, als Anerkennung für John Ryan, den loyalen Aufseher von „Borax“ Smith.
Das Postamt von Ryan wurde 1907 eröffnet und 1914 nach Devar am Ende der Death Valley Railroad verlegt, das damals auch als (New) Ryan bezeichnet wurde. Um Verwechslungen zu vermeiden, nannte man Lila C. danach gelegentlich Old Ryan.